# کاراجااورن (شهود)
کاراجااورن (به ترکی استانبولی: Karacaören) یک منطقهٔ مسکونی در ترکیه است که در شهود (شهر) واقع شده‌است.